# Kontrollratsgesetz Nr. 18
Das Kontrollratsgesetz Nr. 18 vom 8. März 1946 (in Kraft getreten am 14. März 1946) ist ein Kontrollratsgesetz. Es enthielt angesichts des kriegsbedingten Wohnungsnotstands Regelungen zur besseren Erfassung, Nutzung und Zuteilung des knappen Wohnraums.

## Geschichte
Nach dem Zweiten Weltkrieg herrschte in den Besatzungszonen Deutschlands eine immense Wohnungsnot. Schätzungen zufolge waren 31 % des Wohnungsbestandes der Großstädte und 21 % des Wohnungsbestandes der Mittelstädte zerstört. Von den 16 Millionen Wohnungen des Deutschen Reiches, die im Gebiet der vier Besatzungszonen lagen, waren 2,5 Millionen Wohnungen völlig zerstört und 4 Millionen Wohnungen beschädigt. Die durchschnittliche Wohnungsbelegung erhöhte sich von 3,6 im Jahr 1936 auf 6. Dies zwang die Militärregierung zu handeln und den noch vorhandenen Wohnraum unter Zwangsbewirtschaftung zu stellen. Durch das Gesetz sollte unter anderem ein unkontrollierter Wohnungsbau verhindert werden, was aber trotz zahlreicher weiterer Vorschriften und einem absoluten Baustopp für Wohnungen nie gelang.
Das Kontrollratsgesetz Nr. 18 stellte keine umfassende Regelung der Wohnraumpolitik in der Nachkriegszeit dar. Während das Gesetz die Verordnung zur Wohnraumlenkung von 1943 unmittelbar ersetzte, blieben andere wohnraumpolitische Gesetze aus der Zeit des Nationalsozialismus bestehen, darunter der im Jahr 1936 verordnete Mietpreisstopp sowie das Mieterschutzgesetz von 1942, das Kündigungen durch den Vermieter faktisch komplett verbot. Dies und das Fehlen einer zentralen Wohnungsverwaltung – die Wohnungsämter wurden den Gemeinden zugewiesen – führte zu Fehlentwicklungen im Wohnungsmarkt, die im Ergebnis den Wiederaufbau nach dem Krieg behinderten.
Der bundesdeutsche Gesetzgeber übernahm die Regelungen des Kontrollratsgesetzes Nr. 18 in Bundesrecht, weshalb das Gesetz ab dem 14. Mai 1953 durch die Alliierte Hohe Kommission aufgehoben wurde. Mit dem Inkrafttreten des Grundgesetzes standen einige dieser Regelungen in Konflikt zum Grundrecht auf Freizügigkeit, diese Einschränkungen waren aber durch eine Sonderregelung (Art. 117 Abs. 2 GG) ausdrücklich legitimiert. In bestimmten besonders angespannten Wohnungsmärkten wie München und Hamburg wurde der Wohnungsmarkt teilweise noch bis 1977 zwangsbewirtschaftet.

## Vorschriften
Durch das Kontrollratsgesetz Nr. 18 wurden folgende Vorschriften eingeführt:
In allen Besatzungszonen sollten flächendeckend Wohnungsämter eingeführt werden. Auf dem Gebiet des Landes Preußen existierten Wohnungsämter bereits auf Grundlage des Preußischen Wohnungsgesetzes von 1918, andere deutsche Länder hatten bis dato noch keine Wohnungsämter eingerichtet. Die Wohnungsämter sollten in ihrer Entscheidungsfindung von Wohnungsausschüssen als quasidemokratisches Organ unterstützt werden. Die Wohnungsämter waren verpflichtet, eine Bestandsaufnahme über sämtlichen noch vorhandenen Wohnraum durchzuführen. Eigentümer hatten freien Wohnraum unverzüglich dem Wohnungsamt zu melden.
Zum Zwecke der Vermehrung des Wohnraums durften verschiedene Maßnahmen durchgeführt werden, darunter Neuzuschnitt von Wohnungen, Wohnungstausch, Durchführung dringender Reparaturen und Zuführung zweckentfremdeten Wohnraums dem Wohnungsmarkt. In besonderen Notstandsgebieten (das waren Gebiete, in denen die Wohnfläche pro Einwohner unter 4 m² lag) waren auch umfangreichere Bauarbeiten zulässig. Bestehender Wohnraum wurde auf Antrag Berechtigten zugewiesen, wobei dem Antrag die Lebensmittelkarten und eine Bescheinigung über den ausgeübten Beruf beizufügen war. Bei der Zuteilung von Wohnraum waren bevorzugt zu behandeln:
- Opfer des Nationalsozialismus und hier insbesondere Überlebende der Konzentrationslager
- Anschließend Invalide und Körperbehinderte, Alte und kinderreiche Familien
- Zuletzt Facharbeiter, sofern am Ort Fachkräftemangel herrschte.

Eine bevorzugte Behandlung nach gesellschaftlicher oder finanzieller Stellung war untersagt, auch Ausländer durften gegenüber Deutschen nicht benachteiligt werden.
Die deutsche Militärregierung konnte bestimmte Orte zu Brennpunkten des Wohnungsbedarfs erklären. Dies hatte zur Folge, dass ein Zuzug in diese Orte untersagt wurde und ein Wegzug aus diesen Orten erheblich erleichtert wurde. Dies sollte die Überforderung einzelner Wohnungsämter verhindern.
Verstöße gegen das Kontrollratsgesetz Nr. 18 stellten Straftaten dar, die mit Gefängnis bis zu einem Jahr geahndet werden konnten.